# Matilde (kakaomælk)
 For alternative betydninger, se Mathilde (flertydig). (Se også artikler, som begynder med Mathilde)
Matilde er et varemærke for en serie af kakaomælk- og milkshakedrikke produceret af Arla Foods på Esbjerg Mejeri. Navnet og det tilhørende logo blev lanceret i 1970 og har et letgenkendeligt pigeansigt som blikfang. Dette logo har været næsten uændret siden lanceringen.

## Markedsføring
I midten af 90'erne anvendte Matilde med stor succes to animerede køer, kaldet Ko&Co, i reklamefilm for produkterne. Et udtryk anvendt i filmene, "jeg ka-kao jo ikke gøre for det", havde så bred en appel, at det for mange indgik som en integreret del af deres sprogbrug.

## Produktion
Matilde kakaomælk bliver primært produceret af skummetmælk fra gårde i Jylland og tilsættes emulgator, til forskel fra Cocio som koges ind, for at opnå den ønskede fylde.